# Pålbyggnader

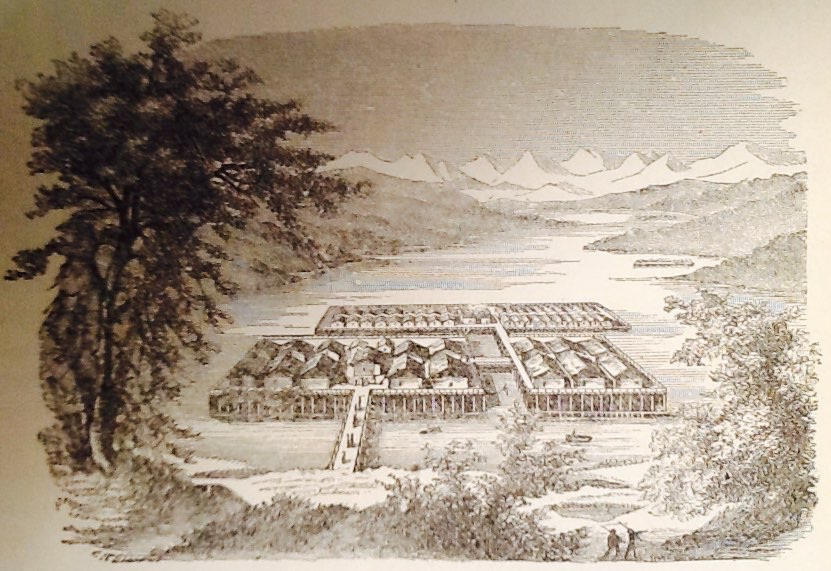
Byn Lakustrina funnen vid Zürichsjön i Schweiz.

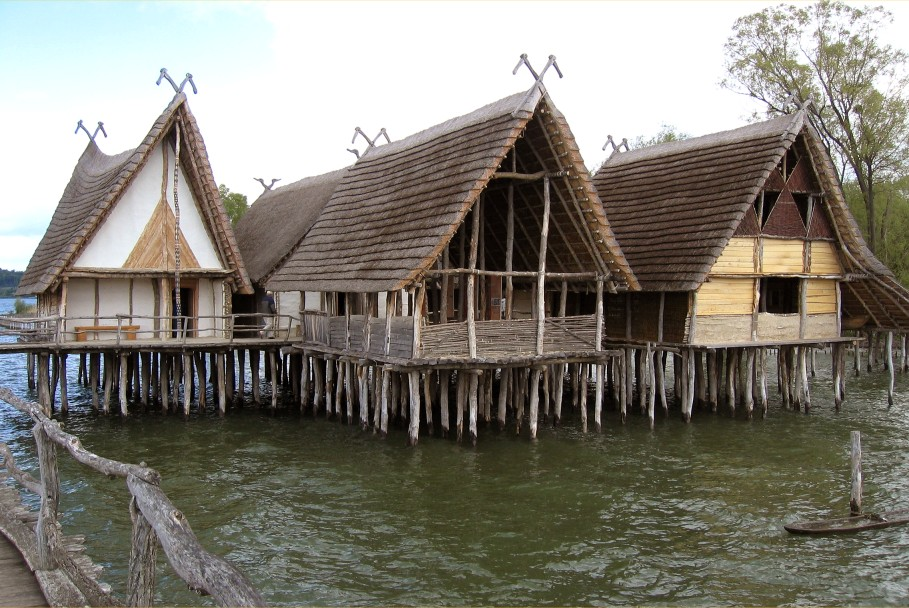
Rekonstruktion av bostäder i Pfahlbaumuseum Unteruhldingen am Bodensee.

Pålbyggnader är bostäder på ett underrede av i marken nedslagna pålar, ofta i en strandkant eller ute i vattnet. Som en sorts pålbyggnader räknas också bostäder som uppförts på ett flytande underlag ute i vattnet eller i gungflyn (t. ex. den svenska Alvastraboplatsen från stenåldern).
Pålbyggnader är i nutiden särskilt vanliga hos malajerna men finns också på Papua Nya Guinea, i Polynesien och hos en del sydamerikanska indianfolk. De kan ha uppförts dels i försvarssyfte, dels för att stränderna ofta är för sumpiga för vanliga hus. De är även ändamålsenliga där det är vanligt med översvämningar.
Pålbyggnader har förekommit på flera håll i Europa från stenåldern till fram i järnåldern, särskilt österut. Särskilt kända är de från Schweiz och norra Italien.

## Typer av pålbyggnader
- Kelong - byggnader främst för fiske, men ofta fördubblade som offshorebostäder i länder som Filippinerna, Malaysia, Indonesien och Singapore.
- Nipa hut - traditionell hustyp förhärskande i Filippinerna även om moderna filippinska husen mestadels är västerländska.
- Palafito – funna i hela Sydamerika sedan förkolumbiansk tid. I slutet av 1800-talet byggdes många Palafitos i chilenska städer som Castro, Chonchi och andra städer i Chiles skärgård och anses nu vara en typisk del av den chilenska arkitekturen.
- Pang uk - En speciell typ av hus funna i Tai O, Lantau, Hongkong, huvudsakligen byggd av Tankas.
- Papua Nya Guinea - pålbyggnader byggda av Motuans, vanligt förekommande i södra kustområdet i PNG.
- Thai pålbyggnader - en typ av hus ofta byggt vid sötvatten, t. ex. en lotusdamm.
- Vietnamesiska pålbyggnader - i likhet med de thailändska, förutom att de har en ytterdörr med lägre höjd av religiösa skäl.
- Heliotrope - ett koncepthus designat av Rolf Disch med en enda stolpe, optimerad för att utnyttja solenergi.
- Diaojiaolou - pålbyggnad i södra Kina.
- Queenslander - pålbyggnad vanlig i Queensland och norra New South Wales, Australien.

### Allmänna källor
- Bra Böckers lexikon, 1979